# Ataenius strigifrons
Ataenius strigifrons är en skalbaggsart som beskrevs av Schmidt 1920. Ataenius strigifrons ingår i släktet Ataenius och familjen Aphodiidae. Inga underarter finns listade.